# منطقه معره نعمان

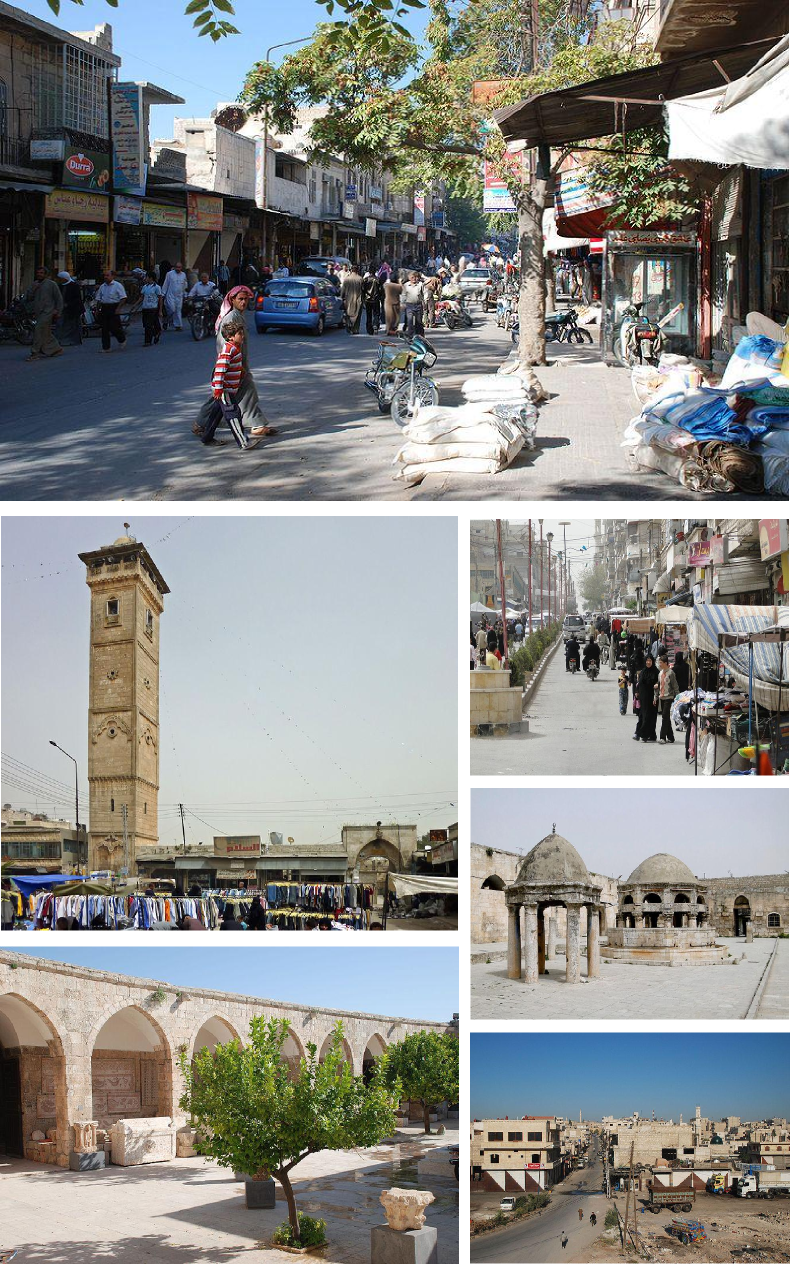
تکه‌نگاره‌هایی از منطقه معره نعمان، استان ادلب، روسیه - ۲۰۱۲

منطقه معره نعمان یکی از منطقه‌های استان ادلب در سوریه است. مرکز این منطقه شهر معره نعمان است.
بر طبق سرشماری سال ۲۰۰۴ این منطقه ۳۷۲۹۶۰ نفر جعیت داشت.

## تقسیمات اداری
منطقه معره نعمان ۶ بخش یا ناحیه دارد. جمعیت بخش‌های آن طبق سرشماری سال ۲۰۰۴:
بخش معره نعمان (ناحیة معرة النعمان):۱۴۹٬۸۳۴ نفر.
بخش خان شیخون (ناحیة خان شیخون):۳۴٬۳۷۱ نفر.
بخش سنجار (ناحیة سنجار):۳۳٬۷۲۱ نفر.
بخش کفر نبل (ناحیة کفر نبل):۶۷٬۴۶۰ نفر.
بخش التمانعه (ناحیة التمانعة):۲۹٬۱۱۴ نفر.
بخش حیش (ناحیة حیش):۴۱٬۲۳۱ نفر.